# Чкония, Мерием Хасановна
Мерием Хасановна Чкония (1929 год, село Квирике, АССР Аджаристан, Грузинская ССР — 2001 год, село Квирике, Кобулетский муниципалитет, Грузия) — колхозница колхоза имени Кирова Кобулетского района, Грузинская ССР. Герой Социалистического Труда (1949).

## Биография
Родилась в 1929 году в крестьянской семье в селе Квирике Кобулетского района. Окончила местную сельскую школу. Трудовую деятельность начала в 1944 году рядовой колхозницей на чайной плантации колхоза имени Кирова Кобулетского района.
В 1948 году собрала 7500 килограмма сортового зелёного чайного листа на участке площадью 0,5 гектара. Указом Президиума Верховного Совета СССР от 29 августа 1949 года удостоена звания Героя Социалистического Труда за «получение высоких урожаев сортового зелёного чайного листа и цитрусовых плодов в 1948 году» с вручением ордена Ленина и золотой медали «Серп и Молот» (№ 4530).
Этим же Указом званием Героя Социалистического Труда были награждены труженицы колхоза имени Кирова Султан Ибраимовна Гагаишвили, Нателла Аслановна Челебадзе, Сурие Темеровна Челебадзе и Фадима Мевлудовна Челебадзе.
Проживала в родном селе Квирике Кобулетского муниципалитета. Умерла в 2001 году.